# Aktaios
Aktaios (altgriechisch Ἀκταῖος Aktaíos, deutsch ‚der von der Küste‘ [akte] oder ‚von Akte‘) ist eine Figur der Griechischen Mythologie. Er gilt als der mythische Urkönig Attikas.

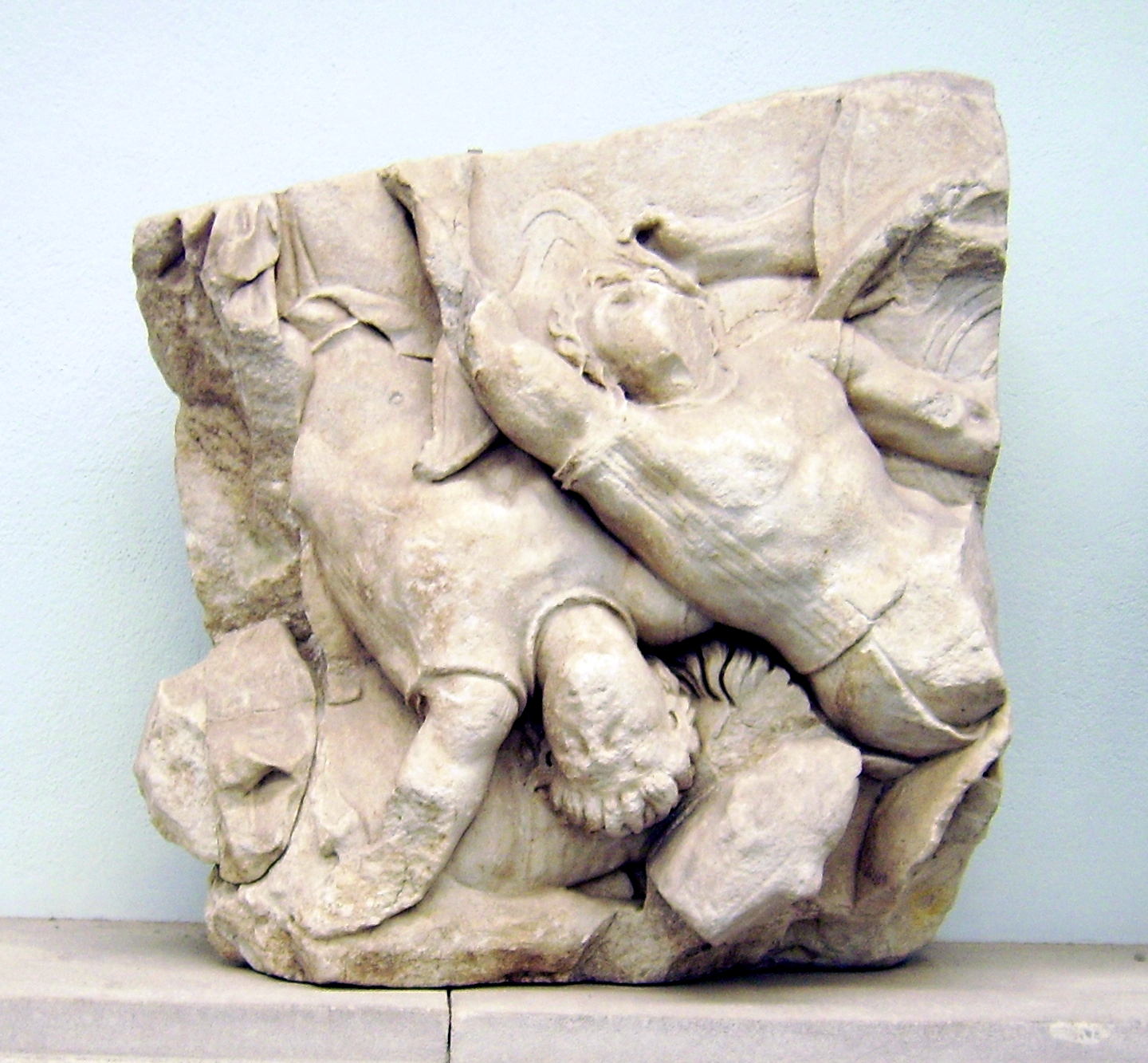
Ajax tötet Heloros und Aktaios, Telephosfries

Nach Pausanias war Aktaios der erste König Attikas oder der Nachfolger Porphyrions. Er war der Vater Aglauros’ und Schwiegervater des Kekrops I. Attika wurde nach ihm zunächst Akte oder Aktaia genannt, bevor der Name von Kekrops in Kekropia geändert wurde. Noch in historischer Zeit hieß die Halbinsel, auf der Piräus lag, so. Da Aktaios keine Söhne hatte, wurde sein Schwiegersohn Kekrops I. König von Attika.
Wie bei fast allen Personen der griechischen Mythologie gibt es auch zu Aktaios verschiedene Überlieferungen. Nach Pherekydes von Athen ist ein späterer Aktaios von Glauke, die ursprünglich als Tochter des Kychreus galt, Vater Telamons, der der lokale Heros von Salamis war. Damit sollte Athens Anspruch auf Salamis untermauert werden.
Aktaios wurde zusammen mit seinem Bruder Heloros von Ajax im Zuge der Auseinandersetzungen von Griechen und Trojanern getötet. Die Brüder waren mit Telephos verbündet, der seinerseits zu den Trojanern hielt.